# Патрик, Даника
Даника Сью Патрик (англ. Danica Sue Patrick; род. 25 марта 1982, Белойт, США) — американская автогонщица. «Новичок года» серии IRL IndyCar 2005 года и «Новичок года» в Indy 500 2005 года.

## Биография
Родители — Терри Хосе Патрик и Беверли Энн (урожденная Флэтен) встретились на гонках на снегоходах в 1970-х — Беверли помогала одному из друзей в качестве механика. Терри же был одним из участников соревнований.
В настоящее время оба родителя помогают дочери — отец заведует её сайтом и сопровождает дочь на континентальных соревнованиях. Мама же заведует бизнес-проектами, в которых так или иначе занята Даника.
В 2005—2013 года Даника была замужем за физиотерапевтом Полом Эдвардом Хоспенталем (род.1966)
В 2005 году, в связи с выходом замуж, она приняла католичество.
Ходило много слухов, что Даника встречается с кем-то из пилотов и именно это стало причиной разрыва отношений с Полом Хоспенталем. 24 января 2013 года Патрик официально заявила, что встречается с Риком Стэнхаусом-младшим (чемпион 2011 и 2012 года NASCAR Nationwide Series).
Американка далеко не самый примерный водитель в обычной жизни. Несколько раз она получала штрафы за превышение скорости.

## Гоночная карьера

### Ранние годы
Родившись в Белойте, Патрик провела большую часть детства в Роско. В 1992 году, в возрасте 10 лет, она проводит свои первые гонки в картинге на трассе Sugar River Raceway в Бродхеде, Wisconsin. Позже Даника выигрывает несколько гонок Мировой картинговой ассоциации.
В 16 лет, в целях развития своей гоночной карьеры, она переезжает в Великобританию — в английский Милтон-Кинс. Там американка выступает в различных местных сериях, пересекаясь в различных соревнованиях в том числе и с будущим чемпионом Формулы-1 Дженсоном Баттоном. Среди прочего ей удаётся добиться второго места в фестивале британской Формулы-Форд, что стало лучшим достижением для женщин-гонщиц в этом соревновании на тот момент.

### Альянс с Team Rahal
В 2002 году Даника возвращается в Северную Америку, подписывая контракт с командой Бобби Рэйхола. В рамках этой программы Патрик участвует в Barber Dodge Pro Series, затем переходит в Toyota Atlantic Championship. За два сезона в этой серии американка выигрывает одну поул-позицию и заканчивает свой второй сезон на 3-й позиции. Удовлетворившись подобными результатами, Бобби переводит Данику в основную команду — в серию IRL IndyCar.
Стартовый год оказался также вполне удачен. В мае Патрик становится четвёртой женщиной, пробившейся на старт Indy 500, причём заняв на старте 4-е место (причём её попытка на предквалификационной тренировке была быстрее итогового времени поула) — рекордное для женщин-гонщиц на тот момент. И в самой гонке Даника продолжает бить рекорды для женщин-гонщиц: она первой возглавляет гонку, позже она даже борется за победу, но чуть заглохшая на пит-стопе машина, небольшая авария по ходу гонки и вынужденная экономия топлива на последних кругах приводит её лишь на четвёртое место на финише. Однако этого оказывается достаточно для звания лучшего новичка соревнования, а также становиться очередным рекордом в гонке для женщин (побив достижение Джанет Гантри 1978 года).
2 июля 2005 года трио Rahal Letterman Racing выигрывает квалификацию на Kansas Speedway, а Даника завоёвывает свою первую в карьере поул-позицию (повторив достижение Сары Фишер, установленное в 2002-м году в рамках квалификации на трассе Kentucky Speedway). 13 августа Даника выигрывает свою вторую квалификацию — на Kentucky Speedway (сама сессия отменена из-за дождя, решётка сформирована по лучшему кругу во время тренировок). В том же году она берёт поул-позицию ещё и на Chicagoland Speedway, повторив тем самым тогдашний рекорд серии по числу стартов с первой позиции в дебютный сезон (достижение ранее было установлено Томасом Шектером).
По итогам года Даника 7 раз финишировала в Top10 и, набрав 325 очков, закончила дебютный сезон на 12-й позиции. Параллельно ею был выигран титул лучшего новичка серии того сезона.
В январе 2006 года Патрик принимает участие в 24 часах Дайтоны. Экипаж команды Childress-Howard Motorsports преодолевает из-за различных проблем лишь 273 круга и значится в финальном протоколе на 50-м месте.
Стартовую гонку, несмотря на третье место в квалификации, пришлось пропустить — команда снялась с этапа после гибели на предгоночной тренировке одного из своих пилотов — Пола Даны. Фактический старт сезона перенёсся на следующий этап — в Сент-Питерсберге.
Indy 500 американка проводит хуже, чем год назад — и в квалификации и в гонке она восьмая.
Сам же сезон получился вдвойне сложным — после гонки в Улткинс-Глене RLR переходит на шасси компании Dallara. Тем не менее Даника 8 раз в 13 гонках финиширует в Top10 и, набрав 302 очка, заканчивает сезон на 9-й строчке.

### 2007. Переход в Andretti-Green Racing
25 июля 2006 был анонсирован переход американки в команду Майкла Андретти в 2007 году. Предполагалось, что она будет пилотировать болид № 7, заменив в нём Брайана Херту. Спонсорами машины должны были выступить Motorola, XM radio и Go Daddy.
Стартовая гонка за AGR не задалась — на этапе в Хомстеде она попадает в аварию на пит-лейне на 154-м круге и финиширует лишь 14-й.
В апреле был открыт официальный фан-клуб пилотессы — The Danica Maniacs, расширив возможности общения между американкой и её поклонниками.
В Indy 500 Даника претендовала на улучшение собственного результата двухлетней давности — в тот момент, когда в середине гонки заезд надолго прервался из-за пошедшего дождя, Даника шла в середине лидировавшего в гонке трио Andretti-Green. После возобновления гонки Патрик и команда не угадали со временем пит-стопа и, в результате, к моменту остановки гонки из-за аварии Марко Андретти (после этого заезд не возобновили) она была лишь 8-й.
Через этап, во время гонки на Texas Motor Speedway, состоялся лучший финиш американки. Даника всю гонку шла в лидирующей группе и, в итоге, смогла финишировать третьей.
Во второй половине сезона, во время гонки на Michigan International Speedway, у американки был реальный шанс побороться за победу. Даника избежала массового завала после аварии Франкитти и Уэлдона, однако вынужденный пит-стоп из-за медленного прокола отбросил её лишь на 7-е место.
Позже, на этапе в Детройте Патрик удаётся ещё улучшить свой лучший финиш в гонках серии. Даже несмотря на участие в нескольких авариях она умудряется не повредить серьёзно машину и, незадолго до финиша, едет пятой. На последних кругах случается небольшая авария с участием Бадди Райса, Дарио Франкитти и Скотта Диксона. Американке удаётся удачно проскочить это место, в результате чего ей удаётся проскочить на второе место.
В целом в том сезоне американка 11 раз в 17 гонках финиширует в Top10, набирает 424 очка и занимает рекордное для себя 7-е место в общем зачёте.

### 2008—2009
В сезоне-2008 Даника реализовала свой очередной шанс на выигрыш гонки — 20 апреля, во время гонки в японском Мотеги, судьба гонки решалась в «топливной» концовке. Сохранив чуть больше горючего, Даника обошла на последних кругах лидировавшего Элио Кастроневеса и выиграла свою первую гонку в серии, параллельно эта победа стала первой выигранной гонкой для женщин-пилотов как на этапах IRL IndyCar, так и во всех гонках «чампкаров».
В целом сезон получился несколько слабее предыдущего: Indy 500 завершились досрочно после столкновения на пит-лейне с Дэном Уэлдоном. Однако 10 финишей в Top10 по ходу сезона и 379 набранных по ходу сезона зачётных баллов позволяют ей закончить год шестой в общем зачёте и лучшей из пилотов, выступающих под американским флагом.
В межсезонье Даника вновь принимает участия в 24 часах Дайтоны. Экипаж команды Childress-Howard Motorsports #2 преодолевает 702 круга и финиширует 8-м в общем зачёте.
Сезон-2009 не запомнился какими-то особыми достижениями, однако ровно проведённая первая часть сезона позволила сразу вырваться на лидирующие позиции в чемпионате, которые, даже при заметно упавших во второй половине турнирного года результатах, удалось сохранить. Американка завершает год пятой, набрав 393 очка.
В мае того года Патрик впервые за несколько сезонов удаётся избежать всяческих неприятностей во время Indy 500. Стартовав десятой, Даника уверенно проводит всю гонку и уступает на финише только Элио Кастроневесу и Дэну Уэлдону.
После гонки в Канзасе изменилась привычная чёрно-синяя раскраска Dallara #7 — новым титульном спонсором машины американки стала компания Sprint Nextel и её бренд Boost Mobile.
Следует отметить маленький спортивный подвиг Даники во время городского этапа в Торонто. Стартовав лишь 18-й (вся команда начинала гонку из низов, после неудачно проведённой квалификации), американка отыгрывает по ходу гонки 12 позиций и финиширует шестой.
Одним из слагаемых итогового пятого места в чемпионате становятся 5 попаданий в Top5 на финише в первых гонках сезона. Столь высокое место ещё дополнительно ценно тем, что она стала лучшей из пилотов, выступающих не за Chip Ganassi Racing и Team Penske. Также она вновь становится лучшим представителем США в итоговой таблице чемпионата.

### 2010
В следующем сезоне американка решила параллельно участвовать сразу в двух сериях — на полном расписании за команду Майкла Андретти в IRL IndyCar и на ограниченном — за JR Motorsports в NASCAR Nationwide Series. В обеих сериях её спонсором выступил сайт GoDaddy.com.
Сезон в основном первенстве — в IRL IndyCar — получился одним из худших за последние годы. В Indy 500 американка проводит свою худшую квалификацию, попав лишь на восьмой ряд стартовой решётки. Впрочем, в гонке удалось отыграться — обойдя 17 соперников по ходу гонки, Даника финиширует шестой — следом за Скоттом Диксоном.
В дальнейшем, несмотря на два вторых места (на этапах в Homestead-Miami Speedway и Texas Motor Speedway) американка с большим трудом цепляется за Top10 общего зачёта чемпионата. При этом Даника финиширует во всех гонках того сезона.
Опыты в сток-каровских чемпионатах начались 6 февраля, в гонке серии ARCA на Daytona International Speedway, где, управляя Chevrolet № 7, она финишировала на шестом месте. Неделей позже она участвовала в гонке NASCAR Nationwide Series на этом же треке. Гонка закончилась задолго до финиша, когда Патрик попала в завал с участием 12 машин. В дальнейшем, без особых успехов, было проведено ещё несколько гонок серии.
Единственное попадание в Top10 состоялось на этапе NASCAR K&N Pro Series East в Довере, где она финишировала 6-й.

### Слухи о Формуле-1
В СМИ в разное время появлялась информация о возможных тестовых заездах Даники в Honda (в ноябре 2008 года), однако незадолго до этого команда объявила об уходе из чемпионата и тесты были отменены.
Спустя год в печати появлялась информация о возможном участии Даники в проекте US F1, который предполагал выйти на старт сезона-2010 чемпионата мира. Даника отрицала заинтересованность в контракте с командой.
После объявления о возрождении Гран-при США с 2012 года, глава FOM Берни Экклстоун выражал заинтересованность в участии в чемпионате к тому моменту одного из пилотов из США, в том числе и Даники.

### Высказывания коллег
В первые годы своих выступлений в IRL IndyCar результаты Патрик многими объяснялись тем фактом, что она весила меньше своих основных конкурентов (по правилам серии тех лет в расчёт брался суммарный вес машины и гонщика, то есть в этом случае команда имела возможность распределять вес более удобным образом). Позже стали взвешивать только сам болид.
После победы Даники в Мотеги, часть её коллег крайне положительно оценивала её потенциал, говоря о возможном потенциале Патрик и в других разновидностях автоспорта.

## Статистика результатов в моторных видах спорта

### Гонки на машинах с открытыми колёсами

#### Атлантический чемпионат
| 2003 | Rahal           | MTY 3 | LBH 14 | MIL 6 | LAG 13 | PIR 6 | CLE 5 | TOR 10 | CTR 5 | MDO 10 | MTL 7 | DEN 5 | MSC 2 | 6-я | 109 |
| 2004 | Rahal Letterman | LBH 5 | MTY 3  | MIL 4 | PI1 2  | PI2 7 | CLE 3 | TOR 4  | VAN 4 | RAM 4  | DEN 5 | MTL 4 | LAG 8 | 3-я | 269 |

Жирным выделен этап, где выиграна поул-позиция.
Курсивом выделена гонка, где показан быстрейший круг.

#### IRL IndyCar
| 2005 | Rahal Letterman | HMS 15 | PHX 15 | STP 12 | MOT 4  | IND 4  | TXS 13 | RIR 10 | KAN 9  | NSH 7  | MIL 19 | MIS 20 | KTY 16 | PPI 8  | SNM 20 | CHI 6  | WGL 16 | FON 18 |        | 12-я | 325 |
| 2006 | Rahal Letterman | -      | STP 6  | MOT 8  | IND 8  | WGL 8  | TXS 12 | RIR 15 | KAN 11 | NSH 4  | MIL 4  | MIS 17 | KTY 8  | SNM 8  | CHI 12 |        |        |        |        | 9-я  | 302 |
| 2007 | Andretti Green  | HMS 14 | STP 8  | MOT 11 | KAN 7  | IND 8  | MIL 8  | TXS 3  | IOW 13 | RIR 6  | WGL 11 | NSH 3  | MDO 5  | MIS 7  | KTY 16 | SNM 6  | DET 2  | CHI 11 |        | 7-я  | 424 |
| 2008 | Andretti Green  | HMS 6  | STP 10 | MOT 1  | -      | KAN 19 | IND 22 | MIL 9  | TXS 10 | IOW 6  | RIR 6  | WGL 14 | NSH 5  | MDO 12 | EDM 18 | KTY 11 | SNM 5  | DET 16 | CHI 10 | 6-я  | 379 |
| 2009 | Andretti Green  | STP 19 | LBH 4  | KAN 5  | IND 3  | MIL 5  | TXS 6  | IOW 9  | RIR 5  | WGL 11 | TOR 6  | EDM 11 | KTY 8  | MDO 19 | SNM 16 | CHI 12 | MOT 6  | HMS 19 |        | 5-я  | 393 |
| 2010 | Andretti        | SAO 15 | STP 7  | ALA 19 | LBH 16 | KAN 11 | IND 6  | TXS 2  | IOW 10 | WGL 20 | TOR 6  | EDM 15 | MDO 21 | SNM 16 | CHI 14 | KTY 9  | MOT 5  | HMS 2  |        | 10-я | 367 |

Жирным выделен этап, где выиграна поул-позиция.
Курсивом выделена гонка, где показан быстрейший круг.
| Сезоны | Команды | Старты | ПП | Победы | Подиумы | Top10 | Победы в Indy 500 | Титулы |
| ------ | ------- | ------ | -- | ------ | ------- | ----- | ----------------- | ------ |
| 6      | 2       | 98     | 3  | 1      | 6       | 47    | 0                 | 0      |

#### Результаты в Indy 500
| Год  | Шасси   | Мотор | СП | ФП | Команда         |
| ---- | ------- | ----- | -- | -- | --------------- |
| 2005 | Panoz   | Honda | 4  | 4  | Rahal Letterman |
| 2006 | Panoz   | Honda | 10 | 8  | Rahal Letterman |
| 2007 | Dallara | Honda | 8  | 8  | Andretti Green  |
| 2008 | Dallara | Honda | 5  | 22 | Andretti Green  |
| 2009 | Dallara | Honda | 10 | 3  | Andretti Green  |
| 2010 | Dallara | Honda | 23 | 6  | Andretti        |
| 2011 | Dallara | Honda | 25 | 10 | Andretti        |

## В культуре

### В СМИ
6 июня 2005 Патрик побывала на обложке журнала Sports Illustrated, став первым пилотом Indy 500, удостоенным этого права со времён Эла Анзера в 1987 году одержавшего тогда свою невероятную четвёртую победу. Позже Даника снималась для таких изданий как FHM и Sports Illustrated (Пляжный выпуск).
Также американка появлялась в нескольких рекламных роликах, мелькала в клипах ряда звёзд музыки, участвовала в нескольких программах на автомобильную тематику на американском телевидении.
В мае 2006 Патрик опубликовала автобиографию — Danica: Crossing the Line.
В 2008 году она выиграла приз лучшей спортсменки по версии детей.
Даника сотрудничает со спортивным агентством IMG.

### В кино и на ТВ
Американка сыграла в одном из эпизодов сериала C.S.I.: Место преступления Нью-Йорк, где она сыграла гонщицу, подозреваемую в убийстве.
Патрик появлялась в клипе Jay-Z на песню «Show Me What You Got».
Нарисованная Даника появилась в 7-м эпизоде 22-го сезона мультсериала «Симпсоны», подравшись с Мардж в воображении Гомера.
Появлялась в сериале «Реставрация по-американски», 6 сезон, 11 серия / American Restoration (2014) просто как участница автогонок — Рику Дейлу (Rick Dale), хозяину и руководителю мастерской «American Restoration» поручили разработать и изготовить приз для победителя автогонок «2014 History 300 at Charlotte Motor Speedway — NASCAR Nationwide Series». Даника Патрик появляется в кадре на девятнадцатой минуте этой серии, благодарит Рика за «классный приз» и жмёт ему руку. Рон (Ron Dale), младший брат Рика, заочно влюблён в Данику и мечтает с ней познакомится в день соревнований, но растерявшись при встрече, упускает свой шанс!
В 8 серии «Poor and Stupid» 14 сезона сериала Саус Парк Даника среди пилотов Nascar на пресс-конференции перед гонкой на которой Эрик Картаман официально дебютирует как пилот команды Vagisil. После жаркой полемики на пресс-конференции Эрик твёрдо решает стать «Еще беднее и тупее чем эта тёлка». В процессе гонки Картман сначала ломает машину Даники, а на следующем круге сбивает её саму, после чего в радиопереговорах с командой утверждает, что Даника пыталась его остановить.

### В компьютерных играх
В 2012 году гонщица появилась в игре Sonic & All-Stars Racing Transformed от Sega в качестве одного из игровых персонажей. В 2017 году Даника была представлена в мобильной игре Real Racing 3 в качестве первой женщины-гонщицы.